# Proud Words on a Dusty Shelf
Proud Words on a Dusty Shelf är Ken Hensleys första soloalbum (under eget namn) från 1973.
Skivan spelades in kort efter att Uriah Heep släppt sin skiva Uriah Heep Live. Hensley spelade själv gitarr, keyboard och sjöng på skivan. Till de musiker som medverkade på skivan hör Uriah Heeps basist Gary Thain och trummis Lee Kerslake. På grund av marknadsföringen av Uriah Heeps skiva Sweet Freedom fanns ingen tid för Hensley att marknadsföra Proud Words on a Dusty Shelf.
Låten "Cold Autumn Sunday" spelas då och då på amerikanska radiostationer, vilket Ken Hensley i flera intervjuer har uttalat sig gillande om.

## Låtlista
Samtliga låtar skrivna av Ken Hensley.
1. "When Evening Comes" - 4:37
2. "From Time to Time" - 3:37
3. "A King Without a Throne" - 3:54
4. "Rain" - 3:16
5. "Proud Words" - 3:15
6. "Fortune" - 5:18
7. "Black Hearted Lady" - 3:38
8. "Go Down" - 3:11
9. "Cold Autumn Sunday" - 5:30
10. "The Last Time" - 2:48